# Kanton Pornic
Pornic is een kanton van het Franse departement Loire-Atlantique. Het kanton maakt deel uit van het arrondissement Saint-Nazaire.

## Gemeenten
Het kanton Pornic omvatte tot 2014 de volgende 5 gemeenten:
- Arthon-en-Retz
- La Plaine-sur-Mer
- Pornic (hoofdplaats)
- Préfailles
- Saint-Michel-Chef-Chef

Bij de herindeling van de kantons door het decreet van 25 februari 2014, met uitwerking op 22 maart 2015, werden daar de volgende 3 gemeenten aan toegevoegd:
- La Bernerie-en-Retz
- Chauvé
- Les Moutiers-en-Retz

Op 1 januari 2016 werden de gemeenten Arthon-en-Retz en Chéméré (uit het kanton Machecoul ) samengevoegd tot de fusiegemeente Chaumes-en-Retz. De kantonsgrenzen bleven ongewijzigd waardoor de deelgemeente Arthon-en-Retz bij kanton Pornic blijft behoren.